# Proyecto fantasma
Proyecto fantasma es una película de comedia dramática y fantasía chilena de 2022 escrita y dirigida por Roberto Doveris. Tuvo su estreno internacional el 26 de enero de 2022, como parte de la Selección Oficial del Festival Internacional de Cine de Róterdam donde compitió por el Premio Tigre. Protagonizada por Juan Cano, Ingrid Isensee, Violeta Castillo, Fernanda Toledo, Fernando Castillo, Yasmín Ludueñas, Natalia Grez, Rocío Monasterio, Claudio González Ravanal, Marco Carmona, Conrado Soto, Constanza Fernández, Sofía Oportot, Paloma Larraín y Tomás Abalo.

## Sinopsis
Pablo es un joven que sueña con actuar en películas, pero para sobrevivir trabaja como paciente simulado y en extrañas sesiones de terapia alternativa. Su vida va cuesta abajo, acaba de terminar una relación y su compañero de piso desaparece, dejándolo con deudas y un sinfín de problemas... incluido un fantasma. Este será el comienzo de su recorrido por el barrio de Ñuñoa, conociendo a sus vecinos, haciendo nuevos amigos y descubriendo que el camino para cumplir su sueño será más enredado y complicado de lo que parece.

## Reparto
Los actores que participaron en esta película son:
- Juan Cano como Pablo
- Ingrid Isensee como Antonia
- Violeta Castillo como Sofía
- Fernanda Toledo como Kathy
- Fernando Castillo como Francisco Moraga
- Yasmín Ludueñas como Camila
- Natalia Grez como Ana
- Rocío Monasterio
- Constanza Fernández
- Sofía Oportot
- Paloma Larraín
- Tomás Ábalo
- Claudio González Ravanal
- Marco Carmona
- Conrado Soto

## Lanzamiento
La película tuvo su estreno internacional el 26 de enero de 2022, como parte de la Selección Oficial del Festival Internacional de Cine de Róterdam. Se estrenó comercialmente el 18 de mayo de 2023 en cines chilenos.

## Recepción

### Recepción crítica
En el sitio web de agregador de reseñas Rotten Tomatoes, el 90% de las reseñas de 10 críticos son positivas, con una calificación promedio de 6.6/10.
Cara-Lynn Branch de Universal Cinema escribió: "Proyecto fantasma es un ejemplo de cine queer moderno. Al principio, tienes la sensación de que es cine queer hecho por un cineasta queer". Diego Brodersen de Página 12 escribió: "En su mejor momento, Proyecto fantasma retrata a un personaje en una encrucijada en la vida, cuando la edad adulta no tiene vuelta atrás y las posibilidades para el futuro comienzan a disminuir. Ergo, la angustia, que las reuniones con amigas y amigos y la posibilidad de nuevos novios no logran apaciguar. En otras instancias, el tono de la comedia indie se acerca al terreno de la sitcom, aunque sin perder del todo la ternura."

### Reconocimientos
| Año  | Premio / Festival                                            | Categoría                                             | Recipiente        | Resultado | Referencia |
| ---- | ------------------------------------------------------------ | ----------------------------------------------------- | ----------------- | --------- | ---------- |
| 2022 | Festival Internacional de Cine Independiente de Buenos Aires | Mejor actor                                           | Juan Cano         | Ganador   | [ 13 ]     |
| 2022 | Festival Internacional de Cine Independiente de Buenos Aires | Mejor película                                        | Proyecto fantasma | Nominada  | [ 13 ]     |
| 2022 | IndieLisboa Festival Internacional de Cine Independiente     | Gran Premio Ciudad de Lisboa - Concurso Internacional | Proyecto fantasma | Nominada  | [ 14 ]     |
| 2022 | Festival Internacional de Cine de Róterdam                   | Premio Tigre                                          | Proyecto fantasma | Nominada  | [ 15 ]     |
| 2022 | Festival Internacional de Cine de Seattle                    | Concurso Iberoamericano                               | Proyecto fantasma | Nominada  | [ 16 ]     |
| 2022 | Festival Internacional de Cine de Valdivia                   | Mejor película                                        | Proyecto fantasma | Nominada  | [ 17 ]     |